# Tartaruga Ninja (canção)
"Tartaruga Ninja" é uma música do grupo Trem da Alegria, lançada como segundo single do álbum Trem da Alegria, de 1991. 
Trata-se de uma homenagem ao desenho animado Tartarugas Ninja, exibido pela Rede Globo a partir de 1990. 
A canção foi o penúltimo single a ser lançado pelo grupo, que terminou suas atividade em 1993, após o lançamento da coletânea de sucessos, de 1992.

## Produção e lançamento

Trem da Alegria em apresentação da música na TV.

As Tartarugas Ninja (Teenage Mutant Ninja Turtles no original, frequentemente abreviado como TMNT) são um grupo de quatro tartarugas que, por acidente, são expostas a um material radioativo e transformam-se em figuras antropomórficas.  A elas é dado o nome de quatro artistas italianos do Renascimento: Leonardo da Vinci, Michelangelo, Donatello e Raphael e são criadas por um rato mutante, o Splinter, que ensina a arte marcial ninjutsu e valores morais ao quarteto. Elas vivem nos esgotos de Nova Iorque, batalham contra criminosos, senhores demoníacos, criaturas mutantes, alienígenas invasores e do principal vilão, chamado de Destruidor. As tartarugas tentam permanecer escondidas da sociedade.
Eros, Liebert utilizaram-se dessa história para criar a canção Tartaruga Ninja, visto que o desenho fazia sucesso na época em que o disco estava sendo gravado. Lançada como o single depois de "O Lobisomem", a música foi promovida em um número substancial de programas de TV, como o Programa Silvio Santos, do SBT, além de fazer parte da setlist dos shows da turnê de 1991.
Em 1999, a gravadora BMG lançou a compilação Focus: O essencial de Trem da Alegria, na qual Tartaruga Ninja foi incluída.

## Recepção
A divulgação trouxe bom retorno comercial e a música ficou entre as mais tocadas em diversas rádios brasileiras, como a Rádio Baré de Manaus, no Amazonas.